# Jóvenes griegos presenciando una pelea de gallos
La pelea de gallos (en francés: Un combat de coqs) es una pintura de 1846 del artista francés Jean-Léon Gérôme. También se le conoce como Jóvenes griegos presenciando una pelea de gallos (Jeunes Grecs faisant battre des coqs). Es el primer ejemplo del estilo pictórico Neogriego y fue uno de los primeros éxitos de Gérôme.

## Historia
Después de su intento fallido de ganar el Premio de Roma, Gérôme dudaba en exhibir La pelea de gallos por temor a otro revés, pero su maestro Paul Delaroche lo convenció de ingresarlo en el Salón de París de 1847. Fue bien recibido en el Salón y fue vendido al Sr. Roux-Laborie.
El comerciante de arte Adolphe Goupil se lo compró a la condesa viuda H. de Bussat, nacida Laborie, en 1872 y lo vendió al Museo de Luxemburgo en 1873. De 1920 a 1986 estuvo en el Louvre, y desde 1986 se encuentra en el Museo de Orsay.